# 박관재
박관재(1997년 8월 28일~)은 대한민국의 기업인이다. 주식회사 콘텐츠몬스터의 대표이사, 파이낸스투데이의 지국장을 역임하고 있으며, 사외직으로 민주평화통일자문회의 자문위원을 맡고 있다.

## 경력
- 2024.1~ 파이낸스투데이 지국장
- 2023.10~ 민주평화통일자문회의 자문위원
- 2023.6~ 대구청년새마을연합회 홍보부장
- 2023.3~ 대구광역시장애인체육회 운영위원
- 2022.3~2023.2 중소벤처기업진흥공단 청년창업사관학교 졸업
- 2022.4~ 한국메타버스연구원 지도교수
- 2021.8~ 대구광역시복싱협회 사외이사
- 2021.3~ 수성영상미디어센터 영상제작분야 교육강사
- 2021.2~ 대한세팍타크로협회 콘텐츠위원회 부위원장
- 2020.4~ 콘텐츠몬스터 대표이사
- 2018.1~2019.1 계명문화대학교 등록금심의위원회 위원
- 2018.1~2019.1 계명문화대학교 대의원회 의장

## 수상
- 2024 대구광역시 중구청장 표창
- 2023 국회의원 표창
- 2022 국회의원 표창
- 2020 한국관광공사 외국인 친구에게 소개하는 나만의 찐여행 공모전 동영상부문 우수작
- 2019 한국전문대학교교육협의회 회장 표창
- 2019 전국노래자랑 달성군편 인기상